# Im Dong-hyun
Im Dong-hyun, južnokorejski lokostrelec, * 12. maj 1986. 
Sodeloval je na lokostrelskem delu poletnih olimpijskih igrah leta 2004, kjer je osvojil 6. mesto v individualni in prvo mesto v ekipni konkurenci. Na poletnih olimpijskih igrah leta 2008 je prav tako južnokorejska ekipa osvojila zlato medaljo, v Londonu pa so bili bronasti.